# Acacia gracillima
Acacia gracillima é uma espécie de leguminosa do gênero Acacia, pertencente à família Fabaceae.<